# Mangum (Oklahoma)
Mangum es una ciudad ubicada en el condado de Greer en el estado estadounidense de Oklahoma. En el año 2010 tenía una población de 	3010 habitantes y una densidad poblacional de 668,89 personas por km².

## Geografía
Mangum se encuentra ubicada en las coordenadas 34°52′41″N 99°30′19″O / 34.87806, -99.50528 (34.878090, -99.505217).

## Demografía
Según la Oficina del Censo en 2000 los ingresos medios por hogar en la localidad eran de $25,064 y los ingresos medios por familia eran $30,547. Los hombres tenían unos ingresos medios de $26,250 frente a los $16,198 para las mujeres. La renta per cápita para la localidad era de $13,392. Alrededor del 24.2% de la población estaban por debajo del umbral de pobreza.